# Aguriahana niisimai
Aguriahana niisimai är en insektsart som först beskrevs av Matsumura 1932.  Aguriahana niisimai ingår i släktet Aguriahana och familjen dvärgstritar. Inga underarter finns listade i Catalogue of Life.